# Фрідріх Ґергард
Фрідріх Ґергард (нім. Friedrich Gerhard, 24 липня 1884 — 16 травня 1950) — німецький вершник.
Олімпійський чемпіон 1936 року в командній виїздці, срібний призер 1936 року в індивідуальній виїздці.